# Lillian Hall-Davis
Lillian Hall-Davis (23 de junio de 1898 – 25 de octubre de 1933) fue una actriz inglesa de la época del cine mudo, que interpretó papeles importantes en el cine inglés y en varias películas alemanas, francesas e italianas.
Nacida como Lilian Hall Davis, hija de un taxista londinense, sus películas incluyeron una versión a todo color de Pagliacci (1923), The Passionate Adventure (1924), Blighty (1927), The Ring (1927) y The Farmer's Wife (1928), estas dos últimas dirigidas por Alfred Hitchcock, que por aquel entonces la consideraba su actriz favorita. Tuvo un papel protagonista en una "fastuosa producción" de Quo Vadis (1924), una película italiana dirigida por Gabriellino D'Annunzio y Georg Jacoby.
Hall-Davis también apareció en As We Lie (1927), un cortometraje cómico realizado con el proceso de sonido sobre película de Lee DeForest Phonofilm, coprotagonizado y dirigido por Miles Mander.
Hall-Davis no realizó la transición al cine sonoro; en 1933, "el brusco declive de su carrera y sus problemas de salud" la llevaron a suicidarse encendiendo el horno de gas y cortándose la garganta en su casa de la zona londinense de Golders Green.

## Filmografía
- La p'tite du sixième (1917)
- The Admirable Crichton (1918)
- The Romance of Old Bill (1918)
- Ernest Maltravers (1920)
- The Honeypot (1920)
- Love Maggy (1921)
- The Wonderful Story (1922)
- The Faithful Heart (1922)
- Brown Sugar (1922)
- Stable Companions (1922)
- The Game of Life (1922)
- If Four Walls Told (1922)
- The Knockout (1923)
- Married Love (1923)
- The Right to Strike (1923)
- Castles in the Air (1923)
- The Hotel Mouse (1923)
- Afterglow (1923)
- I Pagliacci (1923)
- A Royal Divorce (1923)
- The Passionate Adventure (1924)
- The Eleventh Commandment (1924)
- Quo Vadis (1924)
- The Unwanted (1924)
- The Farmer from Texas (1925)
- Express Train of Love (1925)
- Nitchevo (1926)
- Three Cuckoo Clocks (1926)
- Love is Blind (1926)
- If Youth But Knew (1926)
- Roses of Picardy (1927)
- The Prey of the Wind (1927)
- Blighty (1927)
- The Ring (1927)
- Boadicea (1928)
- The White Sheik (1928)
- The Farmer's Wife (1928)
- Tommy Atkins (1928)
- Volga Volga (1928)
- Just for a Song (1930) filmado parcialmente en Pathécolor
- Her Reputation (1931)
- Many Waters (1931)